# Suchowola (gmina w województwie tarnopolskim)
Suchowola – dawna gmina wiejska w powiecie brodzkim województwa tarnopolskiego II Rzeczypospolitej. Siedzibą gminy była Suchowola.
Gminę utworzono 1 sierpnia 1934 r. w ramach reformy na podstawie ustawy scaleniowej z dotychczasowych gmin wiejskich: Boratyn, Buczyna, Czernica, Dytkowce, Gaje Dytkowieckie, Gaje Starobrodzkie, Nakwasza i Suchowola.
15 czerwca 1937 w gminie Suchowola utworzono gromady Folwarki Małe i Stare Brody, powstałe z wyłączonych z Brodów terenów.
Po wojnie obszar gminy został odłączony od Polski i włączony do Ukraińskiej SRR.